# Philips Concern Archief
Het Philips Concern Archief is het bedrijfsarchief van de firma Philips, ook bekend als "Concern Archiefdienst" en "Company Archives".
Het archief is opgericht op 1 april 1960, onder de naam "Centrale en Afdelingsarchieven".
De heer drs. D. Boer werd aangesteld als de eerste bedrijfsarchivaris. 
Hij was tot dan werkzaam als econoom bij de afdeling Marktanalyse van Philips Nederland.
Er waren toen her en der in het bedrijf wel archieven, maar echt archiefbeheer was er nauwelijks.
In 1964 werd gerapporteerd: 
De huidige toestand van het archief onzer N.V. is ten enenmale onvoldoende.— Rapport Organisatie van het archief der N.V. Philips' Gleoilampenfabrieken
In de jaren daarna werden richtlijnen opgesteld, waaronder een "Bewaartermijnenlijst" en een ordeningsschema, en verdere basisrichtlijen.
In de loop der jaren werd de nadruk geleidelijk verlegd van de actuele archieven naar de historische archieven.

## Inhoud en omvang
Anno 1985 waren de volgende zaken in beheer:

### Archief
Het archief bevat de archieven van vennootschappen en bedrijfsonderdelen in Nederland, en van stichtingen, fondsen en verenigingen, en ook van Kamp Vught.
Ook van de Zaltbommelse bedrijven Peletier & Philips en Fred. Philips Bank zijn archiefdocumenten in beheer, hoewel die niet direct met het bedrijf Phlips verbonden waren. 
Verder nog archieven van overgenomen, en van opgeheven bedrijven en vennootschappen, en van een deel van de buitenlandse Philipsbedrijven.

### Bibliotheek
De bibliotheek omvat naslagwerken, eigen publicaties (o.a. Philips Koerier en Philips Technisch Tijdschrift), en gedenkboeken, bedrijfsgidsen en memoires

### Filmarchief
Het filemarchief omvat 2000 blikken bedrijfs- en reclamefilms, verder videobanden met o.a. educatieve programma's en productpresentaties.
Het oudste is een documentaire uit eind jaren 1920.

### Fotoarchief
Het fotoarchief omvat ca. 25000 foto's, dia's, posters, plaquettes en dergelijke.

### Geluidsarchief
Het geluidsarchief omvat historische opnamen en geluidsdragers (waaronder was- en celluloidrollen, grammofoonplaten zoals Edisonplaten, Pathéplaten, schellakplaten en zinken grammofoonplaten); verder eigen opnamen, zogenaamde oral history.

### Productdocumentatie
Een zeer uitgebreide collectie catalogi, prospectussen, en een vrijwel complete hoeveelheid servicedocumentatie en gebruiksaanwijzingen.

### Productenverzameling
Ongeveer 10000 voorwerpen: licht, glasproducten, radio- en röntgenbuizen, radio- en videoapparatuur, grammofoons, recorders, meet- en rontgenapparatuur, en huishoudelijke apparaten.

## Latere ontwikkelingen
Tijdens Operatie Centurion werd de productverzameling samengevoegd met de collectie van Philips Nederland.
Het geheel werd ondergebracht bij de Stichting tot Behoud van Historische (Philips) Producten.
In 2022 gingen PCA en genoemde stichting samenwerken onder de naam Philips Heritage Organisation.
Anno 2025 is de collectie te vinden in een gebouw op het voormalige Philipscomplex Beatrix, aan de Loyenbeemd in Eindhoven.